# الیوت تیتنسور
الیوت تیتنسور (انگلیسی: Elliott Tittensor؛ زادهٔ ۳ نوامبر ۱۹۸۹) بازیگر اهل بریتانیا است.
از فیلم‌ها یا برنامه‌های تلویزیونی که وی در آن نقش داشته‌است می‌توان به جزیره اسپایک، دانکرک اشاره کرد.